# ذا أوردر: 1886
ذا اوردر: 1886 (بالإنجليزية: The Order: 1886)‏ هي لعبة فيديو من نوع أكشن-مغامرات، تم تطويرها من قبل ريدي آت داون،
ومن نشر سوني كمبيوتر إنترتينمنت. صدرت اللعبة يوم 20 فبراير 2015، وهي حصرية على جهاز بلاي ستيشن 4 .

## القصة
تبدأ القصة في القرن السابع أو الثامن حيث البشر بدؤوا التحول لمخلوقات غريبة هذا التحول جعلهم ذو سرعة كبيرة وأكثر مرونة وأكثر قوة.
أصبحت هذه المخلوقات تملك اشكال غريبة مما جعلها تختلف عن البشر تم تسمية هذه المخلوقات بمختلط السلالة لانه مخلوق متوحش شبيه بالبشر.
بدات هذه المخلوقات المتوحشة بمهاجمة البشر فتطور الوضع حتى أصبح صراع بين البشر والمخلوقات المتوحشه واستمر الصراع لقرون.

### الفرسان
الفرسان فرقة اسسها الملك آرثر لمحاربة المخلوقات المتوحشة بعد انتشارهم المخيف في العالم. مهمتهم حماية بريطانيا من مختلطين السلالة.
ينضم لها الاشخاص الذين يمتلكون الشجاعة ولا يخافون ومستعدين لتقديم التضحيات للقضاء على المخلوقات.يعتبرون النخبة لانهم مدعومون من قبل الحكومة. يملكون أقوى الأسلحة والدروع التي صنعت خصيصا لهم.

### مختلط السلالة
طفرة في الحمض النووي جعلت البشر يتطورون وينقسمون لسلالة جديده شبيهه بالحيوانات.فهم بشر لكن يملكون مخالب وفرو وانياب.
يعتبرون اقوى من البشر لانهم تطوروا والتطور اكسبهم صفات كثيرة مثل القوة والسرعة والطول.
ولان نوعهم مجهول في القرون القديمة سموهم البشر بمختلط السلالة نصف بشر - نصف حيوان وفي القرن الحديث سموهم بالمستذئبين.

### العصر الحديث
بعد عدة قرون تطورت البشرية واصبحت الاختراعات بكل مكان، وبسبب التقنية بدا البشر بالتفوق على المخلوقات المتوحشه ولاول مره بالتاريخ.
حيث اكتشف الفرسان ماء يطيل بالعمر ويعالج الجروح فاطلقو عليه الماء الاسود واصبحت اعمار الفرسان تتجاوز القرون.
وبدا الفرسان باستخدام الاسلحة الناريه والقنابل بدل السيوف.ولكن حصل الغير متوقع انتشر الفقر والعنصرية بين الطبقات الاجتماعية في بريطانيا
مماجعل المواطنين يحملون السلاح ويعلنون الثورة.فاصبح المواطنين مصدر تهديد للفرسان.

## الشخصيات الرئيسية
Grayson يطلق عليه sir galahad يمتلك مهارات عالية ويعتبر خبير في المطاردة والصيد.
يعتبر أحد اساطير الفرسان لانه قاتل مختلطين السلالة لقرون.
مما جعله أحد قادة الفرسان.ويعتبر ثالث شخص تم اعطاءه لقب sir galahad لأسباب مجهولة.
Sebastian Malory يطلق عليه Sir Percival صديق لـ Grayson من مده طويلة جدا
يعتبر من الاشخاص الذين ينافسون Grayson بالقوة والمهارات، وايضا فارس قديم جدا بالفرقة.
Marquis de Lafayette يطلق عليه sir percival عبقري بالتكتيك صنع اسمه في الثورة الأمريكية والفرنسية
يعتبر فارس صغير بالعمر وجديد انضم من اجل حرية البشر من المستذئبين.
Isabeau D’Argyll يطلق عليها Lady Igraine كانت طالبة عند Grayson تطورت العلاقة بينهم واصبحوا يحبون بعض
لكن ولاءهم لفرقة الفرسان جعلهم يخفون مشاعرهم ويركزون على مقاتلة المستذئبين.

## تطوير اللعبة
بدء تطوير اللعبة في عام 2010، وتم الإعلان عنها في 2013 في E3. في يناير 17, 2015 اعلنت ريدي آت داون انه تم الانتهاء من تطوير اللعبة، وصدرت في الأسواق بتاريخ 20 فبراير 2015 

## وصلة خارجية
- ذا أوردر: 1886 على موقع IMDb (الإنجليزية)

- الموقع الرسمي